# Hans Machts
Hans Machts (* 30. September 1911; † unbekannt) war ein deutscher Fußballspieler, der in Erfurt zwischen 1949 und 1953 Erstligafußball spielte. 

## Sportliche Laufbahn
Als die Betriebssportgemeinschaft (BSG) KWU Erfurt 1949 in die erste Saison der neu gegründeten ostdeutschen Fußball-Zonenliga ging, stand als Abwehrspieler der bereits 38-jährige Hans Machts im Kader. Er wurde auch sofort im ersten Punktspiel eingesetzt und absolvierte bis zum Saisonende alle 26 Ligaspiele. Dabei wurde er in der Regel als linker Verteidiger eingesetzt. Auf dieser Position wurde er auch im Pokalfinale 1950 aufgeboten, musste sich aber mit seiner Mannschaft Stahl Thale mit 0:4 geschlagen geben. Acht Monate später stand Machts erneut mit den Erfurtern in einem Endspiel. Diesmal ging es um die DDR-Meisterschaft, in der Machts Mannschaft, inzwischen als Turbine Erfurt antretend, auf die BSG Chemie Leipzig traf. Beiden Mannschaften hatte am Ende der Saison 1950/51 punktgleich an der Spitze der ehemaligen Zonenliga, nun in DS-Oberliga (Oberliga des Deutschen Sportausschusses) umbenannt, lagen. Im fälligen Entscheidungsspiel wurde Machts wieder auf seiner Stammposition eingesetzt, und mit 0:2 gab es abermals eine Niederlage. In der abgelaufenen Saison hatte Machts nur bei drei Punktspielen gefehlt und war auf 31 Oberligaspieleinsätze gekommen. Auch 1951/52 setzte Trainer Hans Carl auf seinen Oldie, den inzwischen 40-jährigen Machts. Dieser enttäuschte das in ihn gesetzte Vertrauen nicht, denn in dieser Spielzeit fehlte er bei 36 Punktspielen nur zweimal in der Oberliga. In der Rückrunde der Saison wurde er vorwiegend im Mittelfeld eingesetzt. Seine letzte Oberligasaison bestritt Machts 1952/53. In 30 von 32 Punktspielen stand er wieder regelmäßig als linker Verteidiger in der Mannschaft. Nach seinem Abschied vom Leistungssport konnte er auf 122 Meisterschaftsspiele in der Zonen/Oberliga zurückblicken. Torerfolge gelangen ihm als ständigem Abwehrspieler nicht.